# リン郡 (カンザス州)
リン郡（英: Linn County）は、アメリカ合衆国カンザス州の東部に位置する郡である。2010年国勢調査での人口は9,656人であり、2000年の9,570人から0.9%増加した。郡庁所在地はマウンドシティ市（人口694人）であり、同郡で人口最大の都市はプレザントン市である（人口1.216人）。リン郡は、隣接するミズーリ州カンザスシティを核とする大都市圏に属している。

## 法と政府
リン郡はアルコールを禁じる、すなわち「ドライ」の郡だったが、1986年にカンザス州憲法が修正され、住民は2004年の投票で個人が嗜むアルコール飲料の販売を承認した。ただし、食料販売量の30%までという制限が付いた。

## 地理
アメリカ合衆国国勢調査局に拠れば、郡域全面積は606.29平方マイル (1,570.3 km2)であり、このうち陸地は598.67平方マイル (1,550.5 km2)、水域は7.62平方マイル (19.7 km2)で水域率は1.26%である。

### 隣接する郡
- マイアミ郡 - 北
- ベイツ郡 (ミズーリ州) - 東
- ヴァーノン郡 (ミズーリ州) - 南東
- バーボン郡 - 南
- アレン郡 - 南西
- アンダーソン郡 - 西
- フランクリン郡 - 北西

### 国立保護地域
- メルダジーン国立野生生物保護区

## 人口動態

人口ピラミッド

以下は2000年の国勢調査による人口統計データである。
| 基礎データ - 人口: 9,570人 - 世帯数: 3,807 世帯 - 家族数: 2,748 家族 - 人口密度: 6人/km2（16人/mi2） - 住居数: 4,720軒 - 住居密度: 3軒/km2（8軒/mi2） 人種別人口構成 - 白人: 97.50% - アフリカン・アメリカン: 0.63% - ネイティブ・アメリカン: 0.48% - アジア人: 0.14% - 太平洋諸島系: 0.04% - その他の人種: 0.16% - 混血: 1.06% - ヒスパニック・ラテン系: 0.91% 年齢別人口構成 - 18歳未満: 25.0% - 18-24歳: 6.7% - 25-44歳: 24.3% - 45-64歳: 25.7% - 65歳以上: 18.3% - 年齢の中央値: 41歳 - 性比（女性100人あたり男性の人口） - 総人口: 100.0 - 18歳以上: 97.6 | 世帯と家族（対世帯数） - 18歳未満の子供がいる: 28.9% - 結婚・同居している夫婦: 62.7% - 未婚・離婚・死別女性が世帯主: 6.2% - 非家族世帯: 27.8% - 単身世帯: 24.0% - 65歳以上の老人1人暮らし: 13.0% - 平均構成人数 - 世帯: 2.48人 - 家族: 2.94人 収入と家計 - 収入の中央値 - 世帯: 35,906米ドル - 家族: 42,571米ドル - 性別 - 男性: 31,720米ドル - 女性: 22,287米ドル - 人口1人あたり収入: 17,009米ドル - 貧困線以下 - 対人口: 11.0% - 対家族数: 7.8% - 18歳未満: 14.2% - 65歳以上: 9.6% |

## 都市と町

### 法人化された都市
都市名の後の数字は2010年国勢調査での人口を示す。
- プレザントン, 1,216
- ラシーン, 1,149
- リンバレー, 804
- マウンドシティ, 694 - 郡庁所在地
- パーカー, 277
- ブルーマウンド, 275
- プレスコット, 264

郡内にはリンバレー湖やシャパラル湖など湖畔の集落が幾つかあり、市民が週末や休暇を過ごす手軽な保養地になっている。

## 郡区
リン郡は11の郡区に分けられている。どの都市も「政治的に独立」と見なされず、下記郡区の数字に含まれている。下表で「人口中心」は最大都市であり、特に大きな数字でなければ、郡区の人口に含まれるものである。
| 郡区 | FIPSコード | 人口中心 | 人口  | 人口密度 /km2 (/sq mi) | 陸地面積 km2 (sq mi) | 水域 km2 (sq mi) | 水域率(%) | 座標                                                              |
| --- | ---------- | -------- | ----- | ---------------------- | -------------------- | ---------------- | --------- | ----------------------------------------------------------------- |
| ブルーマウンド                                                                                          | 07625      |          | 500   | 3 (8)                  | 162 (63)             | 0 (0)            | 0.09%     | 北緯38度5分37秒 西経95度0分45秒 / 北緯38.09361度 西経95.01250度   |
| センタービル                                                                                            | 12350      |          | 389   | 2 (5)                  | 206 (79)             | 0 (0)            | 0.07%     | 北緯38度12分39秒 西経94度59分56秒 / 北緯38.21083度 西経94.99889度 |
| リバティ                                                                                                | 40200      |          | 908   | 5 (14)                 | 166 (64)             | 0 (0)            | 0.17%     | 北緯38度19分38秒 西経94度59分26秒 / 北緯38.32722度 西経94.99056度 |
| リンカーン                                                                                              | 40825      |          | 2,251 | 18 (47)                | 125 (48)             | 11 (4)           | 7.84%     | 北緯38度21分10秒 西経94度43分10秒 / 北緯38.35278度 西経94.71944度 |
| マウンドシティ                                                                                          | 48775      |          | 1,421 | 11 (29)                | 129 (50)             | 0 (0)            | 0.16%     | 北緯38度7分59秒 西経94度48分59秒 / 北緯38.13306度 西経94.81639度  |
| パリス                                                                                                  | 54375      |          | 494   | 3 (8)                  | 167 (65)             | 0 (0)            | 0.11%     | 北緯38度13分49秒 西経94度50分1秒 / 北緯38.23028度 西経94.83361度  |
| ポトシ                                                                                                  | 57175      |          | 2,080 | 14 (37)                | 144 (56)             | 1 (0)            | 0.52%     | 北緯38度10分35秒 西経94度42分20秒 / 北緯38.17639度 西経94.70556度 |
| スコット                                                                                                | 63550      |          | 641   | 4 (10)                 | 163 (63)             | 1 (0)            | 0.73%     | 北緯38度18分32秒 西経94度51分13秒 / 北緯38.30889度 西経94.85361度 |
| シェリダン                                                                                              | 64700      |          | 560   | 5 (13)                 | 116 (45)             | 0 (0)            | 0.19%     | 北緯38度4分7秒 西経94度41分9秒 / 北緯38.06861度 西経94.68583度    |
| スタントン                                                                                              | 67875      |          | 169   | 2 (6)                  | 78 (30)              | 0 (0)            | 0.04%     | 北緯38度3分33秒 西経94度49分58秒 / 北緯38.05917度 西経94.83278度  |
| バレー                                                                                                  | 72925      |          | 157   | 2 (4)                  | 94 (36)              | 6 (2)            | 5.91%     | 北緯38度16分7秒 西経94度41分41秒 / 北緯38.26861度 西経94.69472度  |
| Sources: “Census 2000 U.S. Gazetteer Files”. U.S. Census Bureau, Geography Division. 2012年4月1日閲覧。 |            |          |       |                        |                      |                  |           |                                                                   |

## 教育

### 統一教育学区
- プレザントン USD 344
- ジェイホーク USD 346
- プレーリービュー USD 362